# Procès-verbal de la réunion du comité d'entreprise
Le procès-verbal de la réunion du comité d'entreprise est un document officiel.
« Les délibérations des comités d'entreprise sont consignées dans des procès-verbaux établis par le secrétaire et communiqués au chef d'entreprise et aux membres du comité. » (Code du travail, art. R2325-3).

## Le cadre légal
Le PV de CE est défini par plusieurs articles du Code du travail : R2325-3, L2325-20, D2325-3-1, L2325-21, D2325-3-2 et plus récemment par l’article L2315-27 issu des « ordonnances Macron ».
Ce document est obligatoire et doit respecter un certain formalisme. Il permet, notamment, de consigner par écrit l'ensemble des engagements pris par l’employeur lors de la réunion de CE et peut, au besoin, être utilisé comme élément de preuve lors d’un litige.

## Le contenu du procès-verbal
Tout d'abord, dans le contenu du procès-verbal, on retrouve des informations obligatoires. Comme indiqué sur le site Mot-Tech : "Les mentions obligatoires du document sont donc les suivantes : la date de la réunion du comité, les horaires de début et de fin, ainsi que la liste des noms des membres présents et absents.". Au-delà de ces éléments de base, le site de référence Compte-rendu.fr précise comment retranscrire les débats et les votes, et qui doit signer le PV.
Par ailleurs, le procès-verbal de CE reprend différentes informations pratiques telles que les décisions prises lors de la réunion, les conclusions portées sur certains dossiers et d'autres informations...

## Le chargé de rédaction du procès-verbal du comité d'entreprise
C'est le secrétaire du comité d'entreprise, et lui seul, qui est chargé de la rédaction du procès-verbal du comité d'entreprise. En son absence, et à défaut de désignation d'un secrétaire de séance, un procès-verbal établi par l'employeur ne saurait être tenu pour valable, même s'il a été émargé par certains membres du comité d'entreprise.
(TGI Dieppe, 9 décembre 1959).  
Pour autant, le Secrétaire du CE a le droit de déléguer la rédaction matérielle du procès-verbal à un tiers. C’est ce que prévoit l’article D2325-2 du Code du travail qui permet la rédaction du procès-verbal de CE par une société extérieure. Cet article dispose que « L’employeur ou la délégation du personnel au CE peuvent décider du recours à la sténographie des séances du comité d’entreprise ». À noter que « Lorsque cette décision émane du Comité d’entreprise, l’employeur ne peut s’y opposer ». L’article précise également que « Lorsqu’il est fait appel à une personne extérieure pour sténographier les séances du Comité, celle-ci est tenue à la même obligation de discrétion que les membres du Comité d’entreprise ». Autrement dit, tout en restant responsable du PV, le Secrétaire peut confier le travail de retranscription à un tiers.  
Si, conformément à la jurisprudence, les membres du comité y compris l'employeur ne peuvent établir un procès-verbal en se substituant au secrétaire du comité, il ne leur est pas interdit de faire connaître aux salariés leur position exprimée au cours des réunions.
Le secrétaire est seul habilité à signer le procès-verbal, sauf dispositions contraires du règlement intérieur pouvant prévoir la cosignature de l'employeur. Ainsi, le secrétaire établit et signe le procès-verbal à l'issue de la réunion ou dans les jours qui suivent, et en transmet une copie à l'employeur et à tous les membres titulaires et suppléants, ainsi qu'aux représentants syndicaux, aussi rapidement que possible. Puis, dès l'ouverture de la réunion suivante, les membres du comité approuvent le procès-verbal de la séance précédente ou au contraire demandent les rectifications jugées nécessaires.

## Dans quel délai le PV doit être envoyé au comité?
Une fois la réunion tenue, le secrétaire dispose d'un délai de 15 jours pour transmettre le procès-verbal aux membres du comité. Toutefois, ce délai peut être modifié dans le cadre d’un accord d’entreprise (premier alinéa de l’article L. 2315-34).
D'autres règles viennent compléter ce délai :
- Si une nouvelle réunion doit se tenir avant l'expiration du délai de 15 jours, le PV doit être envoyé au comité avant la tenue de cette dernière.
- Le délai est ramené à 3 jours uniquement dans le cadre d'un licenciement collectif ou un PSE (Plan de Sauvegarde de l’Emploi).
- Le délai n'est que d'1 jour si l’entreprise est en redressement ou en liquidation judiciaire.

## La communication autour du procès-verbal
Le procès-verbal, après avoir été adopté, peut être affiché ou diffusé dans l'entreprise par le secrétaire du comité, selon des modalités précisées par le règlement intérieur du comité ou par un accord d'entreprise.
Dès lors que le procès-verbal a été adopté à la majorité des membres du comité d'entreprise, il peut être affiché pour information à l'ensemble du personnel, sous réserve qu'il existe un règlement intérieur du comité d'entreprise comportant une clause relative à la diffusion du procès-verbal. En effet, ce document ne figure pas dans la liste des affichages imposés par la législation en vigueur.

## La confidentialité
Si le procès-verbal contient des informations données comme confidentielles par l'employeur, celles-ci ne doivent pas être divulguées : on affichera donc un procès-verbal « expurgé » de ces informations. Le procès-verbal intégral pourra, en revanche, être transmis à l'inspecteur ou au directeur départemental du travail, ceux-ci étant tenus au secret professionnel.

## L'enregistrement des débats
Pour enregistrer les débats, le secrétaire de CE doit inscrire la question de l'enregistrement à l'ordre du jour de la réunion. Un vote doit être organisé, auquel l'employeur peut participer. Ainsi, l'accord du président du CE n'est pas nécessaire. Si une majorité se dégage en faveur de l'enregistrement des débats, ils seront enregistrés même si ce n'était pas le souhait de l'employeur, qui devra se soumettre à la loi de la majorité. Une disposition du règlement intérieur peut également autoriser cet enregistrement, auquel cas il ne sera pas nécessaire de le mettre à l'ordre du jour.
Un tel enregistrement peut, notamment, se révéler très intéressant pour pouvoir, ensuite, effectuer une transcription la plus fidèle et efficace possible de la séance. Cette transcription pourra aussi bien faire l’objet d’un procès-verbal que d’un compte-rendu.
Certains experts, spécialisés dans l’assistance des Instances Représentatives du Personnel, estiment d’ailleurs qu’un “procès-verbal de CE bien rédigé est le secret de la sérénité des Élus, du Secrétaire du CE et de la DRH.

## Ordonnances Macron, les évolutions du procès-verbal de comité d'entreprise
Avec 26 ordonnances et 117 mesures, la réforme du Code du travail a influé, aussi, sur la représentation du personnel au sein de l'entreprise. Bien évidemment, le PV du CE, du fait des évolutions actuelles en termes de loi du travail et d’organisation des IRP, est en passe de se muer en un PV du CSE pour lequel certains sites, font déjà référence et apportent un grand nombre d’informations.